# Mikhail Leonidovich Gromov
Mikhail Leonidovich Gromov (tiếng Nga: Михаи́л Леони́дович Гро́мов; sinh ngày 23 tháng 12 năm 1943) là một nhà toán học mang hai quốc tịch Nga và Pháp, được biết đến với những đóng góp quan trọng trong hình học, giải tích và lý thuyết nhóm. Ông là thành viên của viện toán IHÉS ở Pháp và là giáo sư toán học tại đại học New York.
Gromov đã dành nhiều giải thưởng danh giá, trong đó có thể kể đến giải Abel năm 2009 cho "những đóng góp mang tính cách mạng của ông cho hình học".

## Tiểu sử
Mikhail Gromov sinh ngày 23 tháng 12 năm 1943 tại Boksitogorsk, Liên Xô. Cha ông Leonid Gromov và người mẹ Do Thái Lea Rabinovitz là những nhà khoa học (nghiên cứu về bệnh lý). Mẹ ông là chị họ của kỳ thủ Mikhail Botvinnik và nhà toán học Isaak Moiseevich Rabinovich. Gromov sinh ra giữa chiến tranh thế giới thứ II và mẹ ông, một bác sĩ trong quân đội Xô viết đã phải rời tiền tuyến để sinh ra ông. Năm Gromov 9 tuổi, mẹ ông đưa cho ông cuốn sách "The Enjoyment of Mathematics" của Hans Rademacher và Otto Toeplitz, một cuốn sách đã khơi dậy sự tò mò và có một ảnh hưởng lớn đến ông.
Ông học toán tại đại học Leningrad và nhận bằng thạc sĩ (master's degree) năm 1965, bằng tiến sĩ (PhD) năm 1969 và bảo vệ luận án sau tiến sĩ (postdoctoral) năm 1963. Thầy hướng dẫn của ông là Vladimir Rokhlin.
Gromov lập gia đình năm 1967. Năm 1970, ông được mời báo cáo (invited speaker) tại đại hội toán học thế giới (ICM) được tổ chức ở Nice. Tuy nhiên, ông không được phép rời Liên Xô. Mặc dù vậy bài giảng của ông vẫn được trình bày tại đại hội.
Do bất động với hệ thống Xô viết, ông đã nghĩ đến việc di cư từ năm 14 tuổi. Vào những năm 70, ông ngừng công bố các bài báo khoa học của mình với hy vọng sẽ giúp ông được chuyển đến Israel. Ông đổi họ qua họ mẹ. Năm 1974, khi yêu cầu được chấp nhập, ông chuyển ngay tới New York, nơi một ví trí chính thức đang chờ ông tại đại học Stony Brook.
Năm 1981, Gromov rời đại học Stony Brook và chuyển đến đại học Paris VI. Năm 1982, ông trở thành giáo sư của viện toán IHES và tiếp tục làm việc cho đến ngày nay. Ngoài ra, ông cũng giữ chức giáo sư tại đại học Maryland từ năm 1961 đến 1996 và viện toán Courant từ năm 1996. Ông nhập quốc tịch Pháp năm 1992.

## Đóng góp
Từ định lý nhúng {\displaystyle C^{1}} của Nash và Kuiper cũng như những kết quả ban đầu của Stephen Smale, ông đã giới thiệu phương pháp tích phân lồi (convex integration) và nguyên lý h (h-principle), một cách tổng quát để giải các phương trình đạo hàm riêng không xác định (underdetermined PDEs) và là cơ sở cho lý thuyết hình học của những phương trình này. Một trong những áp dụng của phương pháp này là định lý Gromov-Lees (được đặt theo tên của ông và Jack Alexander Lees), về các phép nhúng Lagrange (Lagrangian immersions) và một tương ứng 1-1 giữa các thành phần liên thông của các không gian.
Vào những năm 90, Gromov giới thiệu metric Gromov–Hausdorff để đo đạc sự khác nhau giữa hai không gian metric compact. Trong đó, ông chứng minh định lý về tính compact Gromov, chỉ ra rằng tập các đa tạp Riemann với độ cong Ricci {\displaystyle {\ce {\geq }}} c và đường kính {\displaystyle \leq } D là compact tương đối trong  metric Gromov-Hausdoff. Các điểm giới hạn có thể của các đa tạp như thế là các không gian Alexandrov (Alexandrov spaces) với độ cong {\displaystyle {\ce {\geq }}} c, một lớp các không gian metric được nghiên cứu chi tiết bởi Burago, Gromov và Perelman vào năm 1992. Ông cũng là người đầu tiên nghiên cuưu không gian của các cấu trúc Riemann có thể trên một đa tạp cho trước.
Gromov đã khai sinh ra lý thuyết nhóm hình học, một ngành nghiên cứu về các nhóm hữu hạn dựa trên tính hình học của đồ thị Cayley (Cayley graphs) và metric từ (word metric) của chúng. Năm 1981, ông chứng minh định lý Gromov về nhóm có độ tăng đa thức: một nhóm hữu hạn sinh có độ tăng đa thức (một tính chất hình học) nếu và chỉ nếu chúng thực sự luỹ linh (virtually nilpotent) (một tính chất đại số). Chứng minh này sử dụng metric Gromov-Hausdoff được đề cập tới ở trên. Cùng với Eliyahu Rips, ông đã đưa ra khái niệm về nhóm hyperbolic.
Gromov khai sinh ra ngành tô pô symplectic bằng cách giới thiệu về các đường cong giả chỉnh hình. Điều này dẫn tới bất biến Gromov-Witten, được sử dụng trong lý thuyết dây.
Ông cũng nghiên cứu trong ngành toán sinh (mathematical biology), về cấu trúc của não bộ và quá trình suy nghĩ, cách mà những ý tưởng khoa học hình thành.

## Huy chương và danh dự

### Huy chương
- Huy chương của hội toán học Moscow (1971)
- Giải Hình học Oswald Veblen (1981)
- Prix Elie Cartan de l'Academie des Sciences de Paris (1984)
- Prix de l'Union des Assurances de Paris (1989)
- Giải Wolf về Toán học (1993)
- Giải Leroy P. Steele (1997)
- Lobachevsky Medal (1997)
- Balzan Prize for Mathematics (1999)
- Kyoto Prize in Mathematical Sciences (2002)
- Nemmers Prize in Mathematics (2004)[1]
- Bolyai Prize in 2005
- Giải Abel (2009)

### Vinh dự
- Báo cáo mời tại đại hội toán học thế giới vào các năm: 1970 (Nice), 1978 (Helsinki), 1982 (Warsaw), 1986 (Berkeley)
- Thành viên của Viện Hàn lâm Khoa học Quốc gia Hoa Kỳ (1989), Viện Hàn lâm Khoa học và Nghệ thuật Hoa Kỳ (1989), Viện Hàn lâm Khoa học Na Uy, Hội Hoàng gia Luân Đôn (2011).
- Member of the Viện Hàn lâm Khoa học Pháp(1997)
- Giảng bài tại chuỗi bài giảng tưởng nhớ Paul Turán vào năm 2007.

## Sách
- Ballmann, Werner; Gromov, Mikhael; Schroeder, Viktor. Manifolds of nonpositive curvature. Progress in Mathematics, 61. Birkhäuser Boston, Inc., Boston, MA, 1985. vi+263 pp. ISBN 0-8176-3181-X[2]
- Gromov, Mikhael. Structures métriques pour les variétés riemanniennes. (French) [Metric structures for Riemann manifolds] Edited by J. Lafontaine and P. Pansu. Textes Mathématiques [Mathematical Texts], 1. CEDIC, Paris, 1981. iv+152 pp. ISBN 2-7124-0714-8
- Gromov, Misha. Metric structures for Riemannian and non-Riemannian spaces. Based on the 1981 French original. With appendices by M. Katz, P. Pansu and S. Semmes. Translated from the French by Sean Michael Bates. Progress in Mathematics, 152. Birkhäuser Boston, Inc., Boston, MA, 1999. xx+585 pp. ISBN 0-8176-3898-9[3]
- Gromov, Mikhael: Partial differential relations. Ergebnisse der Mathematik und ihrer Grenzgebiete (3) [Results in Mathematics and Related Areas (3)], 9. Springer-Verlag, Berlin, 1986. x+363 pp. ISBN 0-387-12177-3[4]
- Gromov, Misha. Great circle of mysteries. Mathematics, the world, the mind. Birkhäuser/Springer, Cham, 2018. vii+202 pp. ISBN 978-3-319-53048-2

## Xuất bản chính
- Gromov, M. Almost flat manifolds. J. Differential Geometry 13 (1978), no. 2, 231–241.
- Gromov, Mikhael; Lawson, H. Blaine, Jr. The classification of simply connected manifolds of positive scalar curvature. Ann. of Math. (2) 111 (1980), no. 3, 423–434.
- Gromov, Michael. Curvature, diameter and Betti numbers. Comment. Math. Helv. 56 (1981), no. 2, 179–195.
- Gromov, Mikhael. Groups of polynomial growth and expanding maps. Inst. Hautes Études Sci. Publ. Math. No. 53 (1981), 53–73.
- Gromov, M. Hyperbolic manifolds, groups and actions. Riemann surfaces and related topics: Proceedings of the 1978 Stony Brook Conference (State Univ. New York, Stony Brook, N.Y., 1978), pp. 183–213, Ann. of Math. Stud., 97, Princeton Univ. Press, Princeton, N.J., 1981.
- Cheeger, Jeff; Gromov, Mikhail; Taylor, Michael. Finite propagation speed, kernel estimates for functions of the Laplace operator, and the geometry of complete Riemannian manifolds. J. Differential Geometry 17 (1982), no. 1, 15–53.
- Gromov, Mikhael. Filling Riemannian manifolds. J. Differential Geom. 18 (1983), no. 1, 1-147.
- Gromov, Michael. Volume and bounded cohomology. Inst. Hautes Études Sci. Publ. Math. No. 56 (1982), 5–99 (1983).
- Gromov, M.; Milman, V.D. A topological application of the isoperimetric inequality. Amer. J. Math. 105 (1983), no. 4, 843–854.
- Gromov, Mikhael; Lawson, H. Blaine, Jr. Positive scalar curvature and the Dirac operator on complete Riemannian manifolds. Inst. Hautes Études Sci. Publ. Math. No. 58 (1983), 83–196 (1984).
- Gromov, M. Pseudoholomorphic curves in symplectic manifolds. Invent. Math. 82 (1985), no. 2, 307–347.
- Cheeger, Jeff; Gromov, Mikhael. Collapsing Riemannian manifolds while keeping their curvature bounded. I. J. Differential Geom. 23 (1986), no. 3, 309–346.
- Cheeger, Jeff; Gromov, Mikhael. L2-cohomology and group cohomology. Topology 25 (1986), no. 2, 189–215.
- Gromov, M. Hyperbolic groups. Essays in group theory, 75–263, Math. Sci. Res. Inst. Publ., 8, Springer, New York, 1987.
- Eliashberg, Yakov; Gromov, Mikhael. Convex symplectic manifolds. Several complex variables and complex geometry, Part 2 (Santa Cruz, CA, 1989), 135–162, Proc. Sympos. Pure Math., 52, Part 2, Amer. Math. Soc., Providence, RI, 1991.
- Gromov, M. Kähler hyperbolicity and L2-Hodge theory. J. Differential Geom. 33 (1991), no. 1, 263–292.
- Burago, Yu.; Gromov, M.; Perelʹman, G. A.D. Aleksandrov spaces with curvatures bounded below. (Russian) Uspekhi Mat. Nauk 47 (1992), no. 2(284), 3–51, 222; translation in Russian Math. Surveys 47 (1992), no. 2, 1–58
- Gromov, Mikhail; Schoen, Richard. Harmonic maps into singular spaces and p-adic superrigidity for lattices in groups of rank one. Inst. Hautes Études Sci. Publ. Math. No. 76 (1992), 165–246.
- Gromov, M. Asymptotic invariants of infinite groups. Geometric group theory, Vol. 2 (Sussex, 1991), 1–295, London Math. Soc. Lecture Note Ser., 182, Cambridge Univ. Press, Cambridge, 1993.[5]
- Gromov, Mikhael. Carnot–Carathéodory spaces seen from within. Sub-Riemannian geometry, 79–323, Progr. Math., 144, Birkhäuser, Basel, 1996.
- Gromov, Misha. Spaces and questions. GAFA 2000 (Tel Aviv, 1999). Geom. Funct. Anal. 2000, Special Volume, Part I, 118–161.
- Gromov, M. Endomorphisms of symbolic algebraic varieties. J. Eur. Math. Soc. (JEMS) 1 (1999), no. 2, 109–197.
- Gromov, M. Isoperimetry of waists and concentration of maps. Geom. Funct. Anal. 13 (2003), no. 1, 178–215.
- Gromov, Mikhaïl. On the entropy of holomorphic maps. Enseign. Math. (2) 49 (2003), no. 3-4, 217–235.
- Gromov, M. Random walk in random groups. Geom. Funct. Anal. 13 (2003), no. 1, 73–146.